# 蕃地 (文山郡)
臺北州文山郡蕃地於大正九年（1920年）9月1日成立，轄區包括今新北市烏來區。

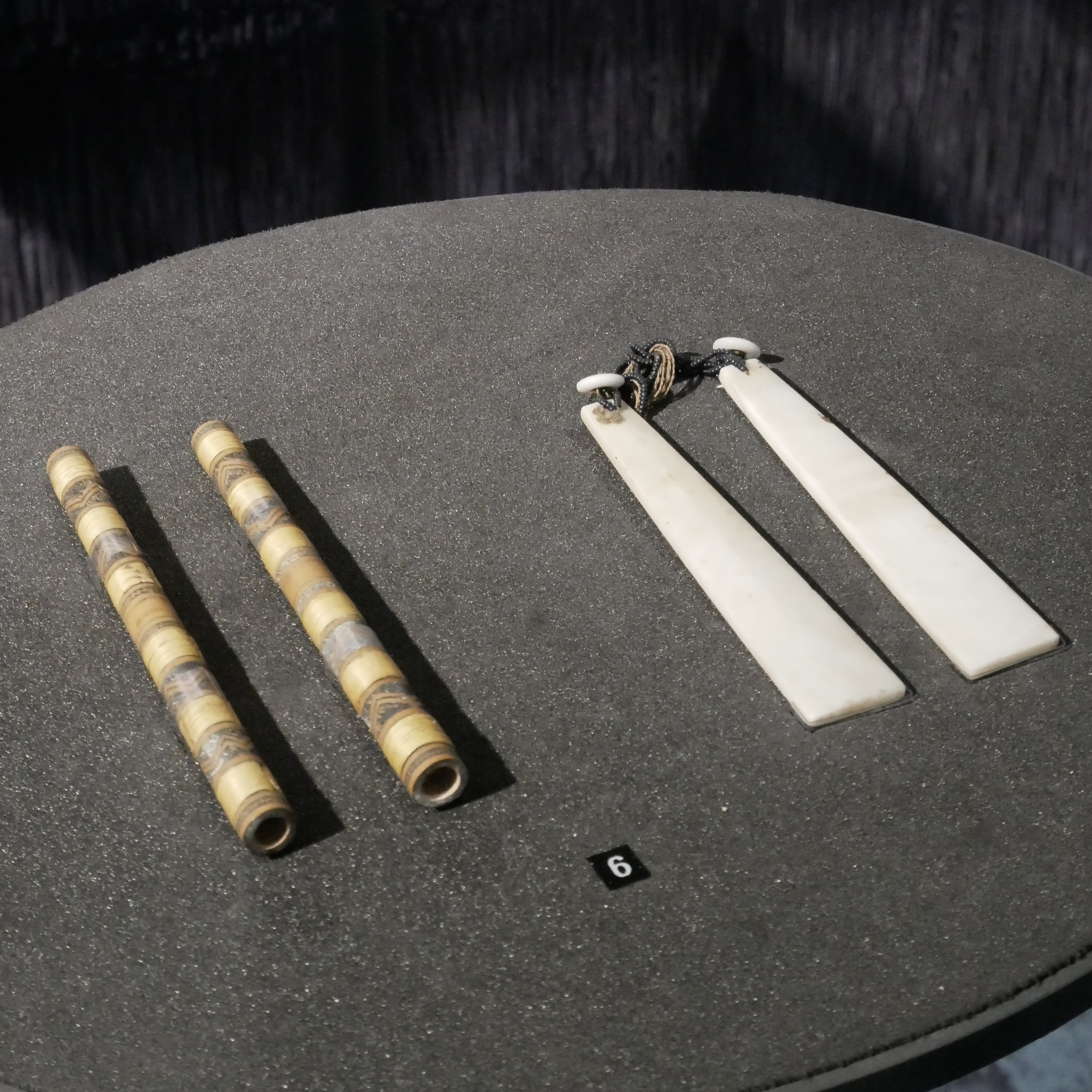
哪哮社（ラハウ社）梯形貝片珠串與竹管耳飾

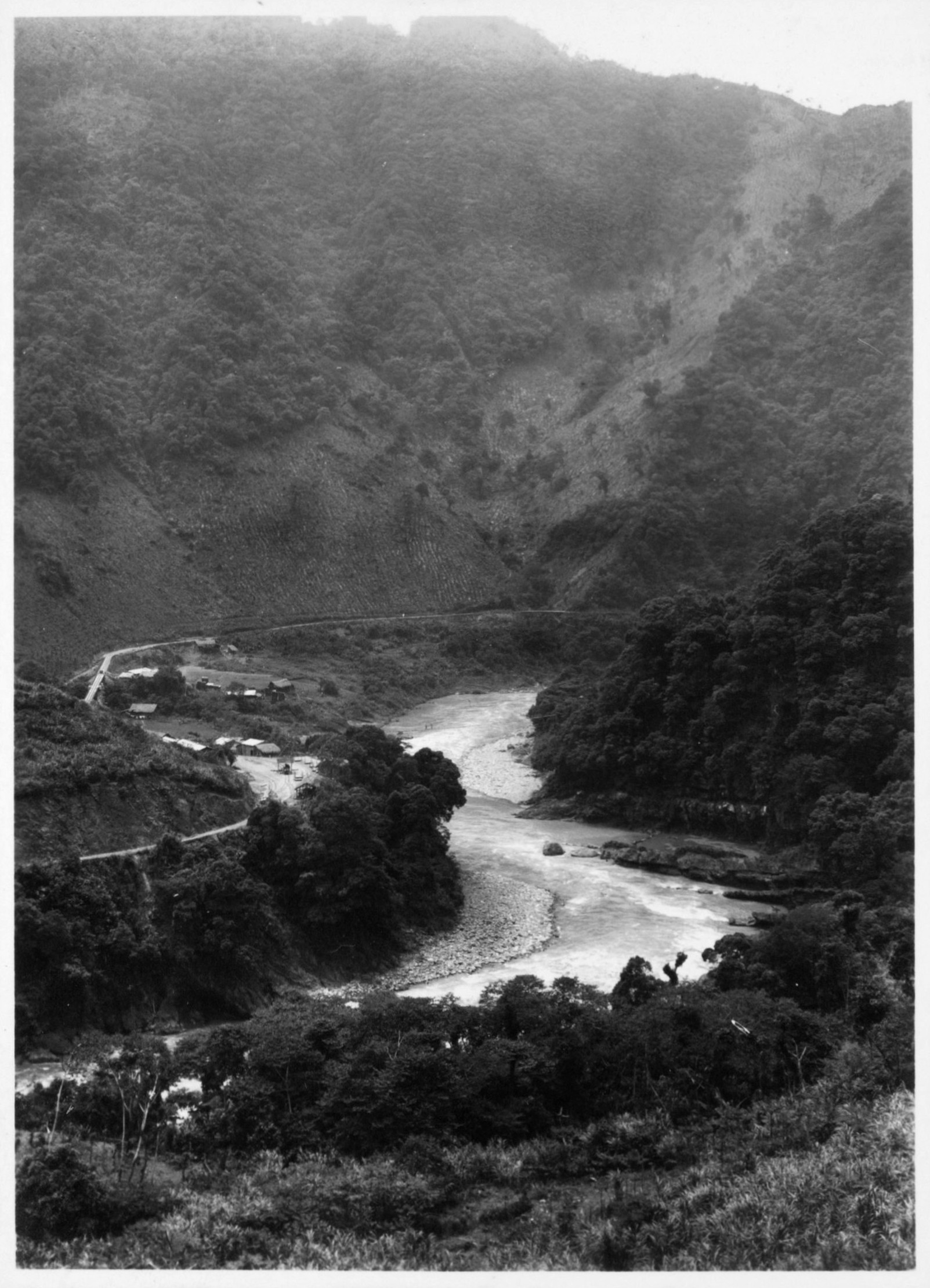
1927年的南勢溪谷（遊仙峽）

## 行政區劃
轄域內分為：
大正九年（1920年）9月1日，轄域內分為：
- 今新店區：
  - 龜山、大粗坑、平廣坑

- 今石碇區：
  - 乾溝、火燒樟

- 今坪林區：
  - 金瓜寮、姑婆寮、磨壁潭、大粗坑、紅山水

- 今烏來區：
  - タンピヤ社（桶壁/忠治）、ウライ社（烏來）、ラガ社（拉卡，1936年併入烏來）、阿玉、ラハウ社（哪哮/信賢）、リモガン社（李茂岸/福山）、タラナン社（塔拉南）、ハブン社（哈盆，1939年併入松羅與東壘）

大正十一年（1922年）1月，「龜山」、「大粗坑」與「平廣坑」編入新店，前二者合併為龜山大字，後者設為平廣大字。「火燒樟」與「乾溝」則編入石碇，並設為大字。「金瓜寮」、「姑婆寮」、「磨壁潭」、「大粗坑」與「紅山水」編入坪林，前二者設為大字，後三者合併為四堵大字。

## 設施

### 神社
- 今烏來區：
  - 烏來祠（1933年5月22日鎮座）[1]:292